# Super Nintendo Entertainment System
Super Nintendo Entertainment System (также известная как Super Nintendo, Super NES и SNES) — 16-битная игровая приставка, выпущенная японской корпорацией Nintendo в США, Бразилии, Европе и Австралии. В Японии она известна под названием Super Famicom (яп. スーパーファミコン су:па:фамикон), сокращение от Super Family Computer, или SFC. В Южной Корее она называлась Super Comboy (кор. 슈퍼 컴보이 Сюпхо кхомбои) и распространялась Hyundai Electronics. Хотя все перечисленные версии консоли одинаковы, региональная блокировка делает невозможной совместимость картриджей из разных стран.
Super Nintendo Entertainment System стала второй домашней консолью Nintendo вслед за NES (которая выпускалась в Японии под названием Famicom). В SNES были представлены улучшенные графические и звуковые возможности по сравнению с другими консолями того времени. Кроме того, разработка дополнительных чипов, которые встраивались в картридж игры, позволяла ей оставаться конкурентоспособной на мировом рынке даже после выхода следующего поколения игровых приставок.
Консоль приобрела популярность во многих странах, став самой продаваемой 16-битной приставкой, несмотря на упорную конкуренцию в Северной Америке со стороны Sega. SNES осталась популярна в эпоху 32-битных систем среди фанатов, коллекционеров и энтузиастов, работающих с эмуляцией (которые создают самодельные образы ПЗУ), несмотря на то, что Nintendo прекратила поддержку данной консоли.

## История
Когда оригинальная NES была на вершине своей популярности, другие компании разрабатывали собственные игровые приставки. В 1987 и 1988 годах, соответственно, NEC и Sega выпустили свои консоли: PC Engine (известна в США как TurboGrafx-16) и Mega Drive/Genesis. Обе системы были построены с использованием 16-битной архитектуры, предоставляя улучшенные графику и звук по сравнению с 8-битной NES. И тем не менее она продолжала доминировать на игровом рынке на протяжении ещё нескольких лет, пока творение Sega, наконец, не достигло успеха:353—356. Изначально руководство компании Nintendo не выказывало никакого интереса к разработке новой системы, но пересмотрело свою позицию, когда NES начала устаревать. Её популярность на рынке стала снижаться, и Nintendo была вынуждена создать новую 16-битную консоль, чтобы успешно конкурировать с другими фирмами:413—414.

### Выпуск приставки
Super Nintendo Entertainment System, разработанная Масаюки Уэмурой, создателем Famicom, была выпущена в Японии 21 ноября 1990 года и продавалась по цене 25 000 ¥ (210 $). Игровая приставка получила мгновенный успех: первая поставка Nintendo в 300 000 штук была раскуплена за несколько часов, а последовавшие беспорядки в обществе вынудили правительство Японии попросить производителей игровых консолей планировать выпуск на выходные дни:422—431. Появление новой приставки также привлекло внимание якудза; в результате было решено доставлять товар ночью во избежание ограбления:360—361.
В Японии Super Famicom начала быстро вытеснять своего главного конкурента — Mega Drive; таким образом, Nintendo вновь стала лидером рынка игровых консолей:431—433. Частично это произошло потому, что компании удалось сохранить партнёрство с большинством сторонних разработчиков, таких как Capcom, Konami, Tecmo, Square Co., Ltd., Koei и Enix, которые ранее создавали игры для Famicom.

«Однако одной из самых сильных сторон Nintendo была игра, которая поставлялась вместе с консолью Super NES — Super Mario World».

Спустя девять месяцев, 23 августа 1991 года, Nintendo выпустила Super Famicom в США. Для американского рынка был выполнен редизайн корпуса, а сама система получила имя Super Nintendo Entertainment System. Продававшийся по цене в 199 $ североамериканский комплект включал игру Super Mario World. SNES была выпущена в Англии и Ирландии в апреле 1992 года по цене 150 £, немецкий релиз последовал несколькими неделями позже. Приставки, продававшиеся в странах региона PAL, выглядели идентично японскому варианту Super Famicom, за исключением надписи на лотке и длины провода геймпада. NES и SNES стали продаваться в Бразилии в 1993 году компанией Playtronic, совместно созданной фирмами Estrela и Gradiente. В России приставка появилась в ноябре 1994 года и на момент выхода в продажу стоила 420 000 неденоминированных рублей (135 $). Распространением приставки занималась фирма Steepler, которая также продавала Dendy. Позднее права на Дистрибутив приобрела и компания «Бука».
Когда Super NES поступила в продажу, для неё было сделано всего несколько игр, но игроки высоко оценили их. Изначально в Японии были доступны только Super Mario World и F-Zero:361. В Северной Америке и Европе консоль уже поставлялась вместе с Super Mario World; кроме того, в продаже имелись, помимо F-Zero, такие игры, как Pilotwings (которая демонстрировала Mode 7 — псевдотрёхмерную возможность рендеринга SNES), SimCity и Gradius III.

### Консольные войны
Конкуренция между компаниями Nintendo и Sega вылилась в одну из самых ожесточённых консольных войн в истории компьютерных игр:431, в которой консоль Genesis позиционировалась как самая «крутая» — разрабатывались соответствующие постеры и слоганы, часть из которых была нацелена на взрослых игроков:448—449. Однако Nintendo удалось гораздо быстрее портировать легендарную игру Street Fighter II от Capcom для SNES, тогда как Sega потратила на это больше года. Несмотря на более ранний старт Genesis, бо́льшую библиотеку игр и более низкую цену по сравнению с Super Nintendo Entertainment System:433, две враждующие компании владели практически одинаковыми долями рынка к апрелю 1992 года, и ни одна из консолей на протяжении нескольких лет не могла стать явным лидером. Но в итоге Super NES стала доминировать на американском рынке 16-битных консолей:497, оставшись популярной даже в новой 32-битной эре.

### Изменения в политике
На протяжении эры NES Nintendo единолично контролировала все игры, выпускающиеся на данную приставку, — компания должна была одобрить каждую игру, при этом сторонние разработчики не могли выпускать более пяти игр за год и портировать их на другие консоли в течение двух лет с момента первого выпуска. Кроме того, Nintendo была единственным производителем и поставщиком картриджей. Однако конкуренция со стороны Sega вынудила компанию прекратить подобные действия; в 1990 году Acclaim Entertainment начала выпускать игры для обеих платформ — вскоре так стали поступать многие другие компании. Capcom (которая только лицензировала игры для Sega, а не выпускала их) и Square Co. были самыми заметными исключениями:308, 372, 440—441.
Nintendo of America также жёстко следовала политике цензуры — так, например, количество насилия в играх должно было быть минимальным. Однако Mortal Kombat нарушила данные требования. Ко всеобщему удивлению, эта игра, вышедшая в 1992 году, содержала фонтаны крови и изуверские добивающие приёмы, называющиеся «фаталити» (англ. fatality). Так как Sega решила оставить насилие в игре, а версия для SNES его не содержала, Nintendo уступила своему сопернику, продав в три или четыре раза меньше:461—480.
Сцены насилия заметили не только игроки: сенаторы США Джозеф Либерман и Герб Коль назначили на 9 декабря 1993 года слушание в Конгрессе, на котором обсуждалось влияние подобных видеоигр на психику детей. В результате данного слушания было решено создать ассоциацию производителей компьютерных игр Entertainment Software Association и организацию Entertainment Software Rating Board, при этом присвоение всем компьютерным играм определённого рейтинга (который означал ограничение по возрасту) стало обязательным:461—480. После этого Nintendo решила, что более не нуждается в жёсткой политике цензуры, и, таким образом, портированная версия Mortal Kombat II для SNES была выпущена без цензуры; на этот раз компания не отстала от Sega по объёмам продаж:461—480.

### Эра 32-битных консолей
Когда большинство компаний стало переходить на 32-битные приставки, Nintendo и Rare смогли доказать, что Super NES всё ещё является конкурентоспособной. В ноябре 1994 года Rare выпустила Donkey Kong Country, игру с трёхмерными спрайтами и текстурами, заранее отрендеренными с помощью SGI. Своей чёткой графикой и высоким качеством звука Donkey Kong Country могла соперничать c играми, выпускаемыми на более новых 32-битных консолях. За последние 45 дней 1994 года было продано 6,1 млн копий; таким образом, эта игра стала наиболее быстро продаваемой за всю историю на тот момент времени:491—493, 496—497.

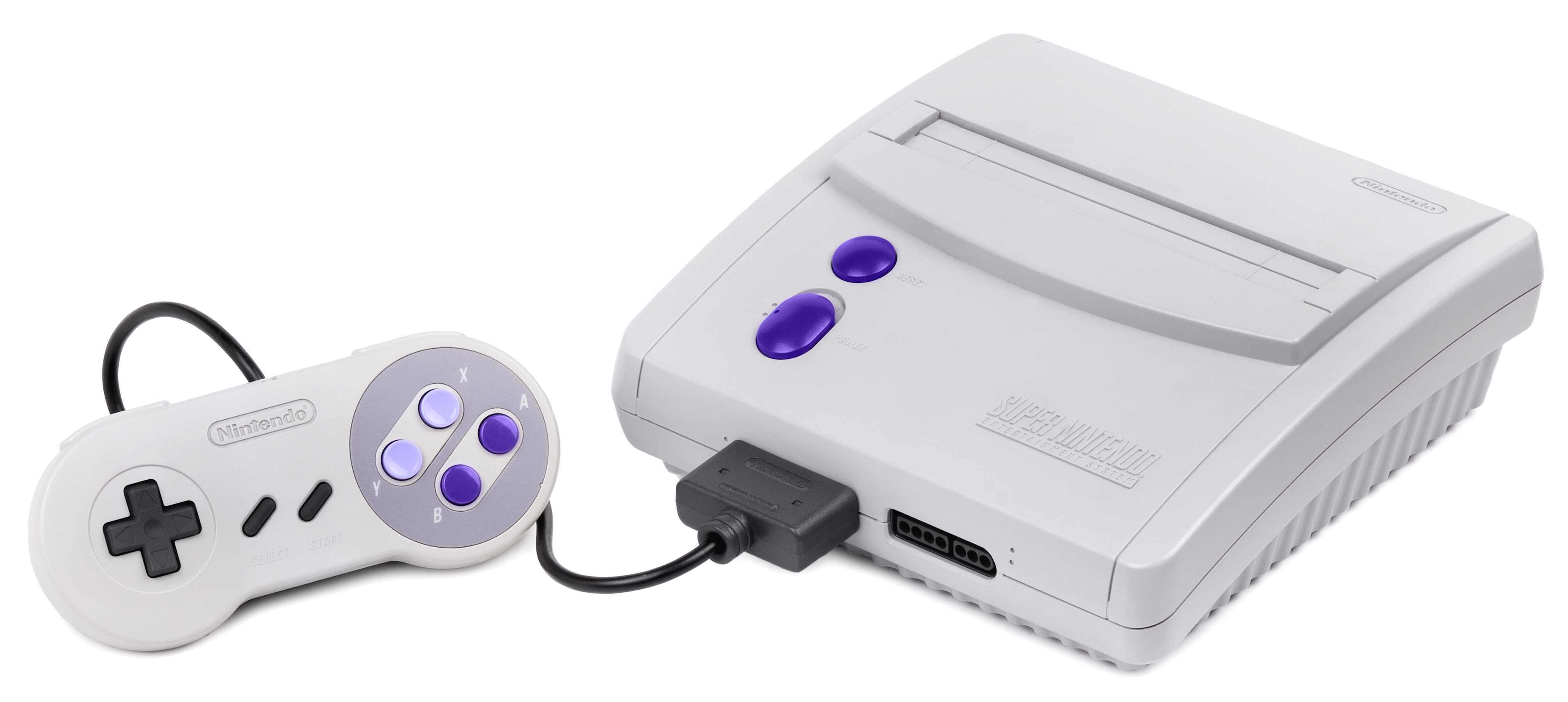
New-Style Super NES

В октябре 1997 года Nintendo выпустила обновлённую версию консоли (модель SNS-101, именуемую New-Style Super NES). В США она продавалась по цене 99 $, в комплект некоторое время входила игра Super Mario World 2: Yoshi's Island. Как и в случае с переделанной версией NES (модель NES-101), новая модель стала тоньше и легче, чем предшественник, но лишилась выходов S-Video и RGB. Это был один из последних релизов SNES в данном регионе. В то же время для японского рынка была выпущена Super Famicom Jr., имевшая аналогичные изменения.
Nintendo of America прекратила производство SNES в 1999 году, спустя примерно два года после выпуска Kirby's Dream Land 3 (это была последняя игра, изданная самой компанией для данной консоли), который состоялся 27 ноября 1997 года. В Японии Super Famicom продолжала производиться до сентября 2003 года, а игры выходили до 2000 года. Последний релиз, Metal Slader Glory Director’s Cut, состоялся 1 декабря 2000 года.
В последние годы многие игры для SNES были портированы на карманную игровую консоль Game Boy Advance, которая имеет аналогичную по возможностям видеосистему. В 2005 году было объявлено, что игры Super NES будут доступны на новой консоли Nintendo Wii через сервис Virtual Console. В 2007 году Nintendo заявила, что ремонт Famicom и Super Famicom производиться больше не будет, так как необходимые детали начали заканчиваться.

## Технические спецификации
Super NES имеет мощные 16-битные центральный, графический и звуковой сопроцессоры, в отличие от других консолей того времени, у которых некоторые показатели были 8-битные; имеется возможность использовать «Mode 7» — режим, с помощью которого достигается эффект перспективы. Эти качества позволяли приставке долгое время быть конкурентоспособной. В некоторых игровых картриджах вставлены дополнительные чипы.

### Центральный процессор
Центральный процессор — разработанный специально для Nintendo Ricoh 5A22, основанный на 16-битном процессоре WDC 65816. CPU обеспечивает переменную скорость передачи данных по шине, в зависимости от области памяти, к которой осуществляется доступ в каждом цикле: входная тактовая частота делится на 6, 8 или 12 для получения тактовой частоты шины. Для циклов, в которых осуществляется обращение к регистрам, производится общий доступ или его не производится, частота делится на 6. Если выполняются доступ к WRAM и некоторые другие обращения, то используется делитель 8. Только для регистров порта контроллера с последовательным доступом используется делитель 12.
Ядро имеет 8-битную шину данных, контролируемую двумя адресными шинами. 24-битная «Шина А» используется для общих обращений, а 8-битная «Шина Б» — для поддержки регистров чипа. Обычно задействуется только одна шина, однако встроенный модуль прямого доступа к данным (DMA) может послать сигнал чтения по одной шине, а записи — по другой, достигая скорости передачи в 2,68 МБ/с.
Модуль DMA содержит 8 независимых каналов, каждый из которых может работать в двух режимах. Основной модуль передаёт до 64 КБ за один цикл, а строчный синхроимпульс — от 1 до 4 байтов в конце каждой сканирующей видеолинии. HDMA обычно используется для изменения параметров видео, чтобы получить такие эффекты, как перспектива, разделённый экран и не квадратное окно, без задействования центрального процессора.
5A22 также содержит 8-битный параллельный порт ввода-вывода (который практически не использовался в SNES); цепи интерфейса порта контроллера, позволяющие осуществлять параллельный и последовательный доступы к данным контроллера. Кроме него, имеются 16-битный модуль умножения и деления; цепь для генерации немаскируемых прерываний на VBI, а также IRQ на заранее вычисленных позициях экрана.

### Видео
Блок обработки графики состоит из двух независимых интегральных схем, которые можно рассматривать как единое целое. Содержит 64 КБ VRAM для хранения видеоданных, 544 байта OAM для информации о спрайтах, а также 512 байт для памяти генератора цвета (CGRAM) для хранения сведений о палитре. Данный блок использует тот же синхросигнал, что и центральный процессор, и генерирует пиксель каждые 2 или 4 цикла. В системах PAL и NTSC задействованы одни и те же чипы; для определения нужного режима используется одна ножка.
Изображения могут выдаваться с разрешением 512 или 256 пикселей по горизонтали и 224, 239, 448 или 478 пикселей по вертикали. Значения 224 или 239 в основном используются в случае прогрессивной развёртки, а 448 и 478 — в случае чересстрочной. Цвета находятся в 15-битном пространстве RGB, их общее число составляет 32 768. Изображение может состоять из 128 спрайтов и содержать до 4 задних планов, состоящих из комбинаций тайлов размером 8x8 или 16х16 пикселей. Для большей части графики используется палитра, хранящаяся в CGRAM; цвет 0 любой палитры обозначает прозрачность.

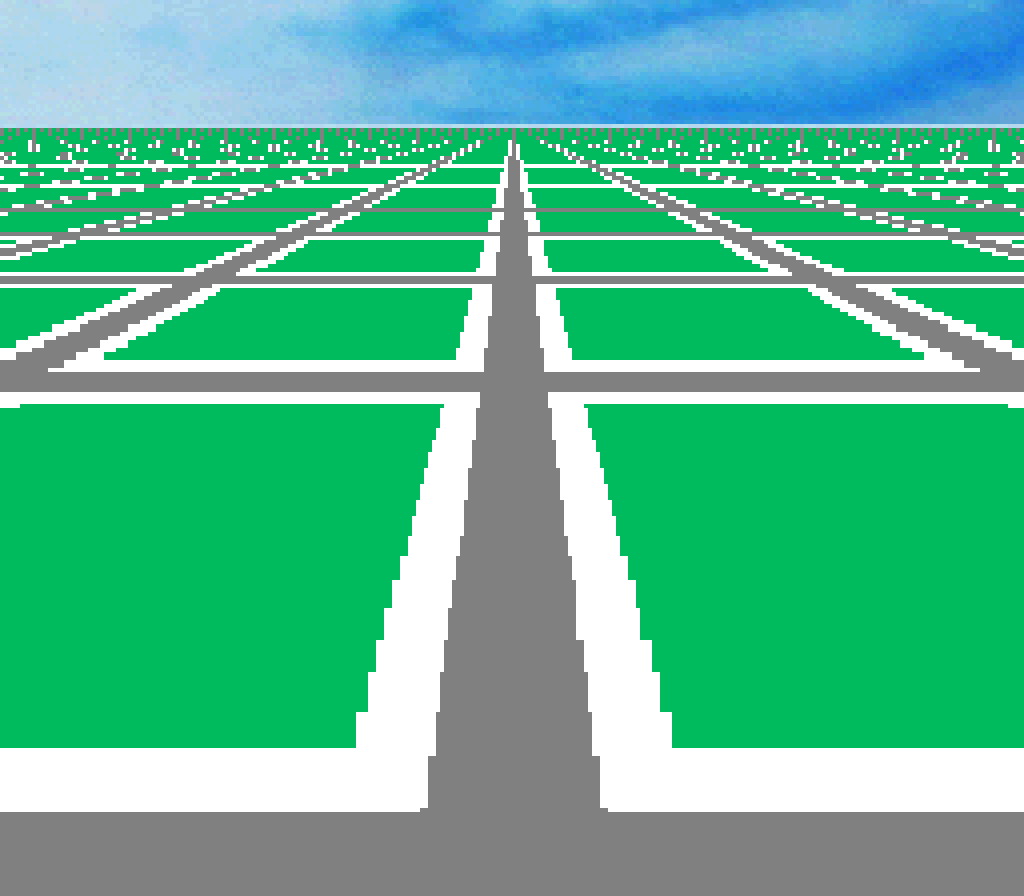
Тестовое изображение, демонстрирующее режим работы № 7 в SNES

Спрайты могут быть размером 8x8, 16x16, 32x32 или 64x64 пикселей; задействуются 16-цветовая палитра и тайл, которые находятся в одном из блоков видеопамяти. Спрайты возможно отражать горизонтально и вертикально как единое целое. До 32 спрайтов и 34 тайлов размером 8x8 могут находиться на одной линии; если данное ограничение нарушается, то значительное их число может быть потеряно. Каждый спрайт лежит на одном из четырёх фонов, хотя спрайт, состоящий из меньшего числа элементов, всегда закроет состоящий из большего числа. Эта особенность используется для произведения сложного отсечения.
Задние фоны в большинстве случаев состоят из тайлов размером от 32х32 до 128х128 пикселей, причём каждый тайл может находиться на одном из двух планов: переднем или заднем; также они могут быть повёрнуты по горизонтали или вертикали. Количество слоёв заднего плана и размер используемой палитры зависят от режима:
- Режим 0: 4 слоя, для каждого используется 4-цветная палитра; каждый фон задействует свою часть цвета;
- Режим 1: 3 слоя, для двух из которых используется 16-цветная палитра и 4-цветная для одного;
- Режим 2: 2 слоя, 16-цветная палитра для каждого. Каждый тайл может прокручиваться индивидуально;
- Режим 3: 2 слоя, в одном из которых используется полная 256-цветная палитра, а в другом — 16-цветная. Для первого слоя также можно напрямую указывать цвет из 11-битного пространства;
- Режим 4: 2 слоя, в одном из которых используется полная 256-цветная палитра, а в другом — 4-цветная. Для первого слоя можно напрямую указывать цвет, а каждый тайл может прокручиваться отдельно;
- Режим 5: 2 слоя, в одном из которых используется 16-цветная палитра, а в другом — 4-цветная. Алгоритм декодирования тайлов изображения изменён для получения ширины в 512 пикселей и чересстрочной развёртки;
- Режим 6: 1 слой, используется 16-цветная палитра. Алгоритм декодирования тайлов аналогичен режиму 5; каждый тайл может прокручиваться индивидуально;
- Режим 7: 1 слой из 256 тайлов, каждый из которых имеет размер 128х128. Этот слой может интерпретироваться либо как имеющий один план и использующий 256-цветную палитру, либо как состоящий из двух планов, для каждого из которых используются 128 цветов. Слой можно вращать и масштабировать с помощью матрицы перехода. HDMA зачастую используется в изменении параметров матрицы для каждой сканирующей линии, что позволяет получить эффект перспективы.

Каждый слой может быть отдельно пикселизирован, а спрайты — отсекаться и объединяться путём добавления или удаления цвета, что позволяет создавать более сложные эффекты и большую глубину цвета, чем указанная напрямую.
Блоку обработки графики можно отдать команду зафиксировать текущее положение пиксела в любой момент времени в процессе выдачи изображения на экран, причём она может быть отдана либо программным обеспечением, либо устройством, подключённым к порту контроллера № 2. В этом случае программа сможет считать зафиксированную позицию. Кроме того, блок может использоваться для быстрого 16-битного и 8-битного умножения чисел со знаком.

### Звук
Звуковая подсистема состоит из 8-разрядного процессора Sony SPC700, 16-разрядного цифрового сигнального процессора (DSP), 64 КБ SRAM и 64-байтного загрузчика. Эта подсистема практически независима от других устройств консоли: её тактовая частота равна 24,576 МГц в режимах работы PAL и NTSC; она может обмениваться данными с центральным процессором только через четыре регистра шины Б.
Доступ к RAM осуществляется с частотой 3,072 МГц, причём запросы мультиплексируются, и для SPC отводится 1⁄3 времени, а для сигнального процессора — 2⁄3. Эта память используется для хранения программы SPC и стека вызовов, образцов аудиоданных и таблицы указателей, а также буфера эха сигнального процессора.
SPC700 выполняет программы (которые получает из загрузочной памяти) для принятия инструкций и данных от центрального процессора и для манипуляций с регистрами сигнального процессора, чтобы воспроизводить нужную музыку и звуковые эффекты. DSP генерирует 16-битный аналоговый сигнал на частоте 32 КГц, смешивая сигналы, полученные с восьми независимых генераторов и КИХ-фильтра, который обычно используется для получения ревербации. Каждый генератор может воспроизвести определённую часть звука на переменной частоте, используя интерполяцию Гаусса, стереопанорамирование или ADSR-огибающую с линейным, нелинейным или прямым контролем огибающей звукового сигнала. Все аудио-семплы хранятся сжатыми с помощью адаптивной дифференциальной импульсно-кодовой модуляции и линейного предсказания. Этот метод называется «снижение битрейта», сокращённо BRR (англ. Bit Rate Reduction). Картридж, порт расширения или они оба также могут содержать данные стереозвука.
К выходному сигналу также могут примешиваться звуковые данные, полученные с картриджа или порта расширения.

### Память
Консоль содержит 128 КБ DRAM. Она привязана к различным сегментам шины А; к ней может быть осуществлён последовательный доступ через регистры шины Б. Звуковая и видео подсистемы имеют дополнительные объёмы памяти, зарезервированные для специальных нужд.

### Игровой картридж
Картридж для SNES обычно называют Game Pak в западных странах и кассета (яп. カセット касэтто) в Японии. Хотя сама консоль может адресовать до 128 МБит памяти, только 117,75 МБит доступно для картриджа. Обычное маппирование[неизвестный термин] может адресовать до 95 МБит данных ROM с 8 МБит RAM. Однако большинство контроллеров доступа к памяти поддерживает маппирование до 32 МБит. Игры, имеющие самый большой объём (Tales of Phantasia и Star Ocean), помещаются на картридж объёмом 48 МБит, а самым маленьким требуется всего 2 МБит.
Картриджи также могут содержать отдельный блок с SRAM и аккумулятором для сохранения игровых данных, дополнительную RAM, сопроцессоры и другое аппаратное обеспечение.

### Региональная блокировка
Nintendo применяет несколько типов региональной блокировки, которая подразумевает как аппаратную, так и физическую несовместимость.

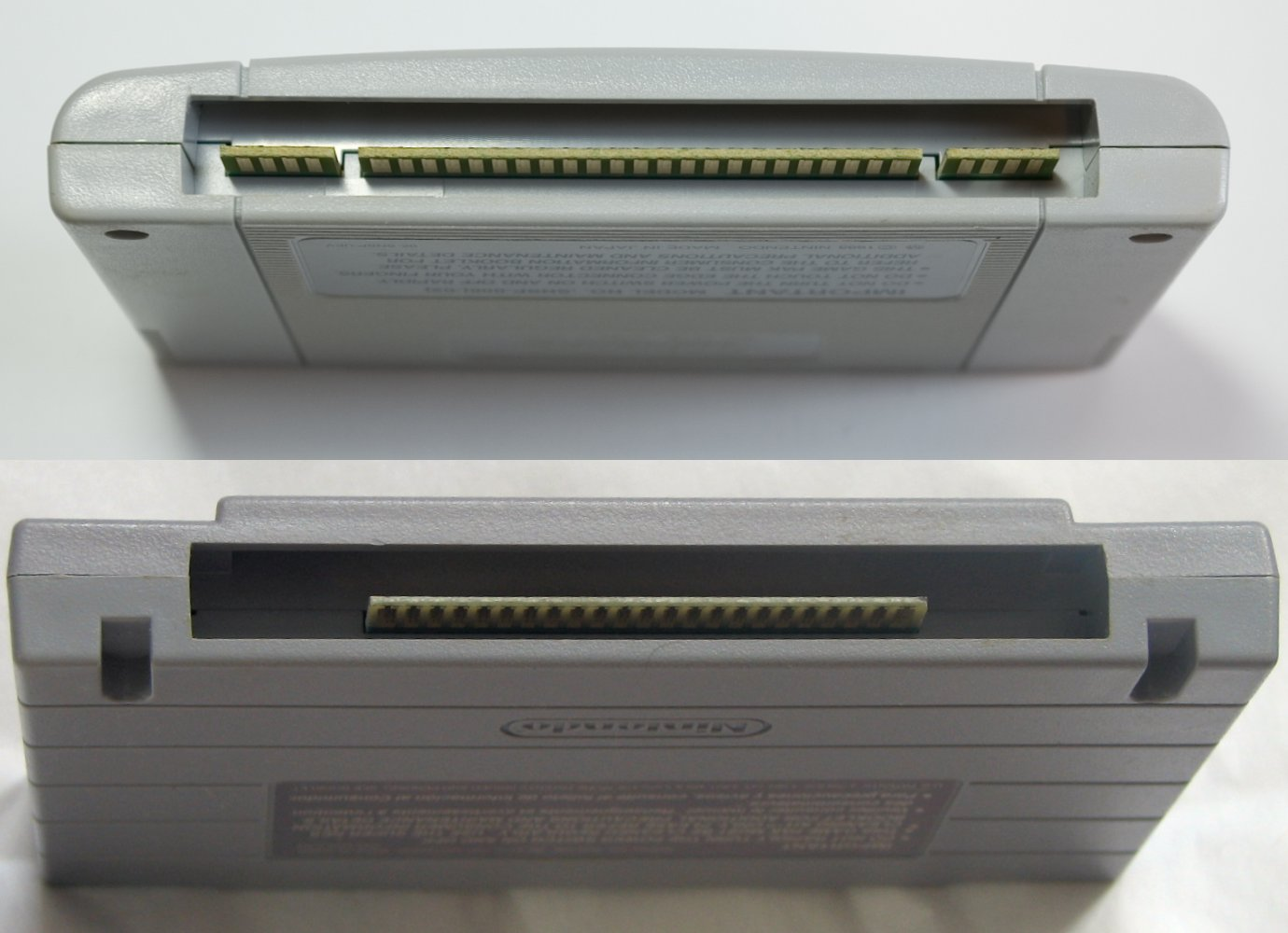
Сравнение формы картриджей
Верхний: дизайн в Японии и странах региона PAL; нижний: дизайн в Северной Америке
Верхнее изображение также демонстрирует ножки, используемые для подключения дополнительных чипов

На физическом уровне картриджи различаются по форме, в зависимости от страны, для которой они были произведены. Североамериканские имеют прямоугольную нижнюю часть с выемками, совпадающими с выступающими частями консоли; картриджи в других странах у́же, имеют сглаженный контур лицевой части и не содержат выемок внизу. Таким образом, картриджи из одной страны не могли быть вставлены в приставку из другой. Подобную физическую несовместимость можно было решить с помощью различных адаптеров или путём моддинга приставки.
Внутри SNES и каждого картриджа был установлен специальный чип региональной блокировки (CIC), который не позволял запускать игры для региона PAL на североамериканских или японских приставках и наоборот. Японские и североамериканские версии консоли имели одинаковый чип. Таким образом, CIC отправлял сигнал разблокировки системы только после того, как обменивался данными с чипом на картридже. С этим можно было бороться с помощью адаптера: в него вставлялся подходящий картридж, который разблокировал систему, а в саму консоль помещался несовместимый. Отключение одной из ножек чипа предотвращало блокировку системы, однако аппаратное обеспечение картриджей, выпускаемых позднее, могло фиксировать подобную ситуацию. Поэтому установка специального переключателя, который при необходимости подключал чип, стала распространённой.
На приставках региона PAL нельзя было запускать картриджи из других стран по ещё одной причине: видеостандарт NTSC работал на частоте 60 Гц, а PAL — 50 Гц, что замедляло игровой процесс примерно на 16,7 %. Кроме того, изображение в играх NTSC занимало только часть экрана. Чтобы устранить эту проблему, в SNES вставлялся переключатель, который переводил графический процессор в режим работы 60 Гц, который поддерживало большинство современных телевизоров PAL. В играх, выпускавшихся позднее, была встроена специальная защита от подобных переключателей; однако после проверки и запуска игры процессор всё равно можно было перенастроить на другой режим работы.

### Корпус
| "Оригинальная японская версия" | "Оригинальная североамериканская версия" | "Оригинальная версия PAL" | "New-Style Super NES" | "Super Famicom Jr." | "Оригинальная южнокорейская версия" |
| Оригинальная японская версия   | Оригинальная североамериканская версия   | Оригинальная версия PAL   | New-Style Super NES   | Super Famicom Jr.   | Оригинальная южнокорейская версия   |

Все версии приставки Super NES имеют доминирующий серый цвет, хотя оттенок может быть различным. Североамериканская версия выполнена в форме параллелепипеда с фиолетовыми переключателями и тёмно-серой кнопкой извлекания картриджа. Японская и европейская версии более округлые с тёмно-серыми кнопками. Североамериканская модифицированная SNS-101 и японская Super Famicom Jr. (модель SHVC-101) меньше по размеру и имеют округлый корпус; кнопки SNS-101 фиолетового цвета, а Super Famicom Jr. — серые.
Во всех версиях слот для картриджа располагается сверху, хотя его форма различна в разных странах; таким образом, картриджи из одной страны нельзя запускать на приставке из другой. Коннектор для картриджа имеет 62 контактные площадки, хотя некоторые задействуют только 46. На передней части корпуса располагаются два 7-штырьковых порта для контроллеров, вход для провода питания; сзади находится порт A/V «MULTI OUT» (проприетарная технология Nintendo). Выход «MULTI OUT» может использоваться для выдачи сигналов композитного видео, S-Video и RGB; также к нему можно подключать внешний радиочастотный модулятор через кабель с коаксиальным радиочастотным разъёмом. Оригинальные версии консоли также имеют 28-штырьковый вход для подключения расширений — он находится под небольшой крышкой в нижней части корпуса — и стандартный выход для радиочастотных сигналов с переключателем для выбора канала. Модифицированные версии консоли не выдавали таких сигналов; для этого требовалось подключение внешнего модулятора.

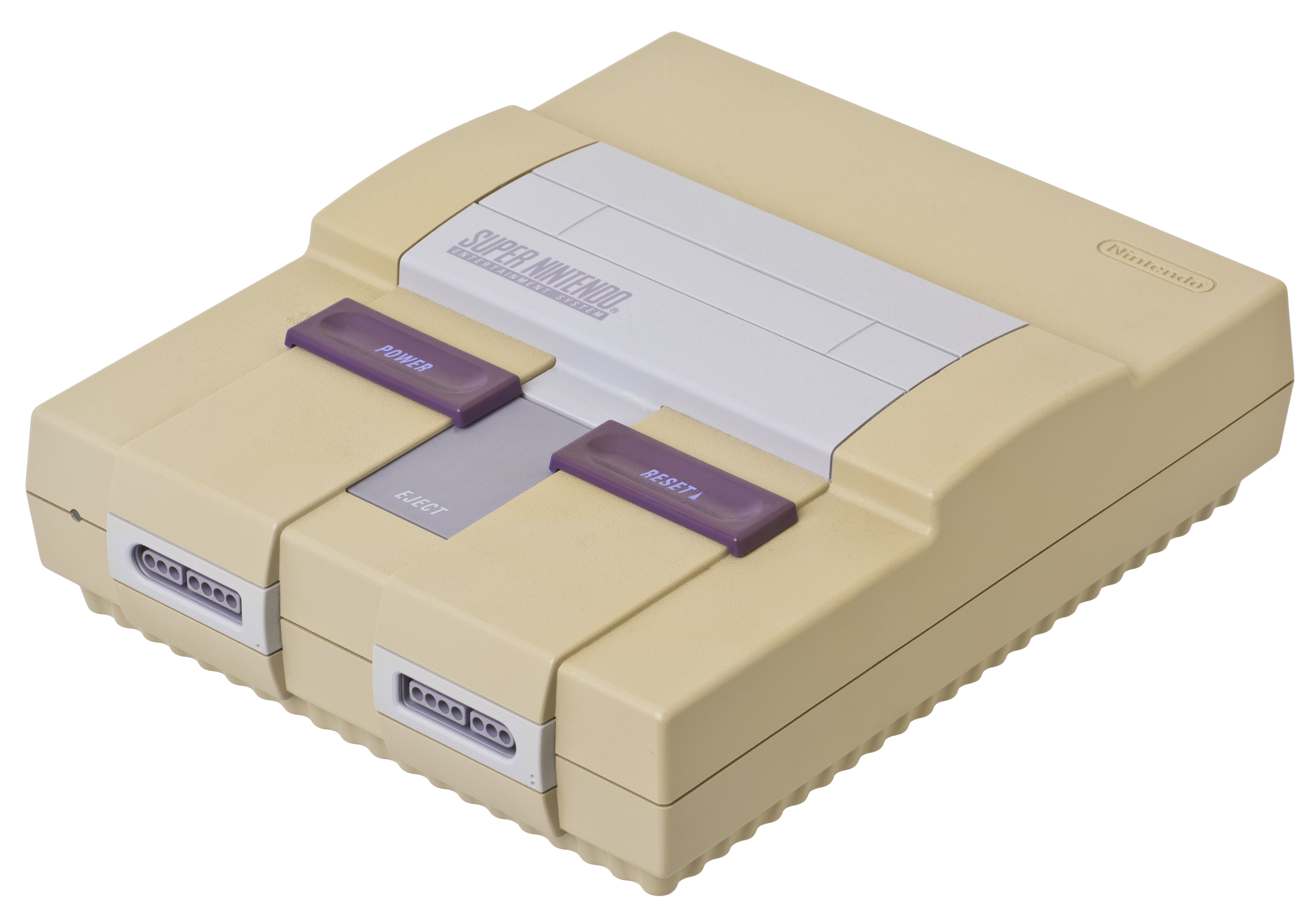
Пожелтевший пластик консоли

АБС-пластик, использовавшийся при создании более старых версий консоли, подвержен окислению на воздухе из-за неправильного сочетания компонентов. Таким образом, изначально светлые приставки постепенно превращались в пожелтевшие; если же другие части были сделаны из другого пластика, то SNES становилась двухцветной.

## Периферия

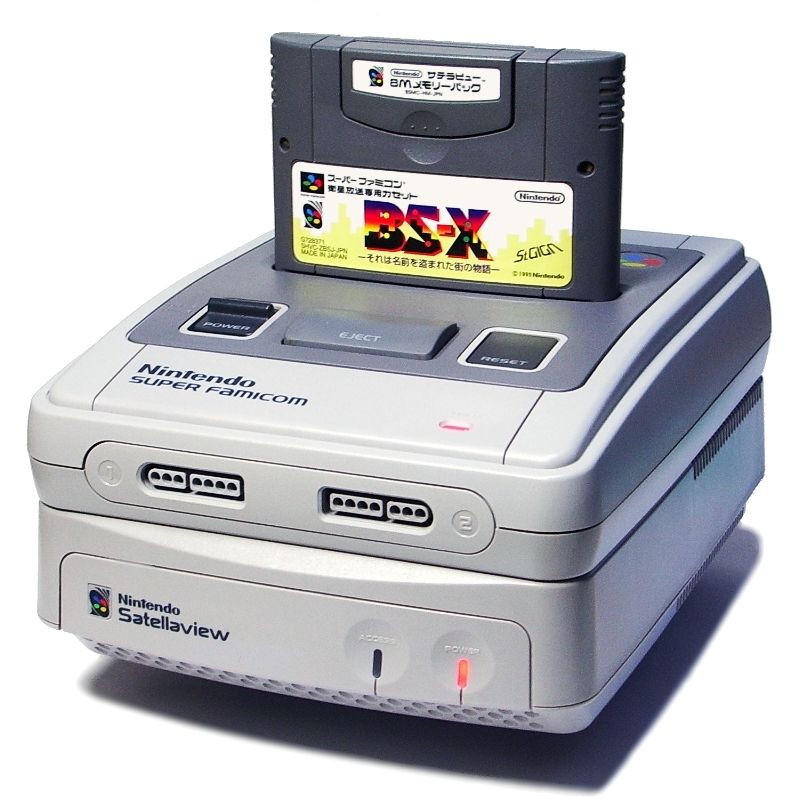
SNES с комплектом Satellaview

В стандартном контроллере SNES имеется на четыре кнопки больше, чем в аналогичном для NES. На передней части геймпада кнопки расположены в форме ромба, а сзади по бокам помещаются ещё две дополнительные. Такой дизайн пульта управления был задуман в связи с ростом популярности игр серии Street Fighter. Четыре основные кнопки на контроллерах для приставок, продаваемых в Японии и странах региона PAL, раскрашены в цвета логотипа SNES (синий, жёлтый, зелёный, красный) и имеют выступающую форму; в североамериканской версии они окрашены в бледно-лиловый и пурпурный цвета под цвет консоли, их поверхность выпуклая. У нескольких последующих приставок, в частности PlayStation, Dreamcast, Xbox и Wii (Classic Controller), дизайн контроллеров был похож на SNES.
Было выпущено множество периферийных устройств, расширяющих функциональность SNES. Многие из них были аналогичны таким устройствам для NES. Например, Super Scope — световой пистолет, похожий на NES Zapper (но беспроводной), или Super Advantage — джойстик в аркадном стиле с настраиваемой скоростью турбо-кнопок, сходный с NES Advantage. Nintendo также выпустила мышь для SNES вместе с игрой Mario Paint. Компания Hudson Soft, под лицензией Nintendo, выпустила Super Multitap — мультиплеерный адаптер, использующийся в играх популярной серии Bomberman от самой Hudson. Другие, более необычные контроллеры включают в себя, например, ASCII Stick L5 для одной руки, бейсбольную биту BatterUP и клюшку для гольфа TeeV Golf.

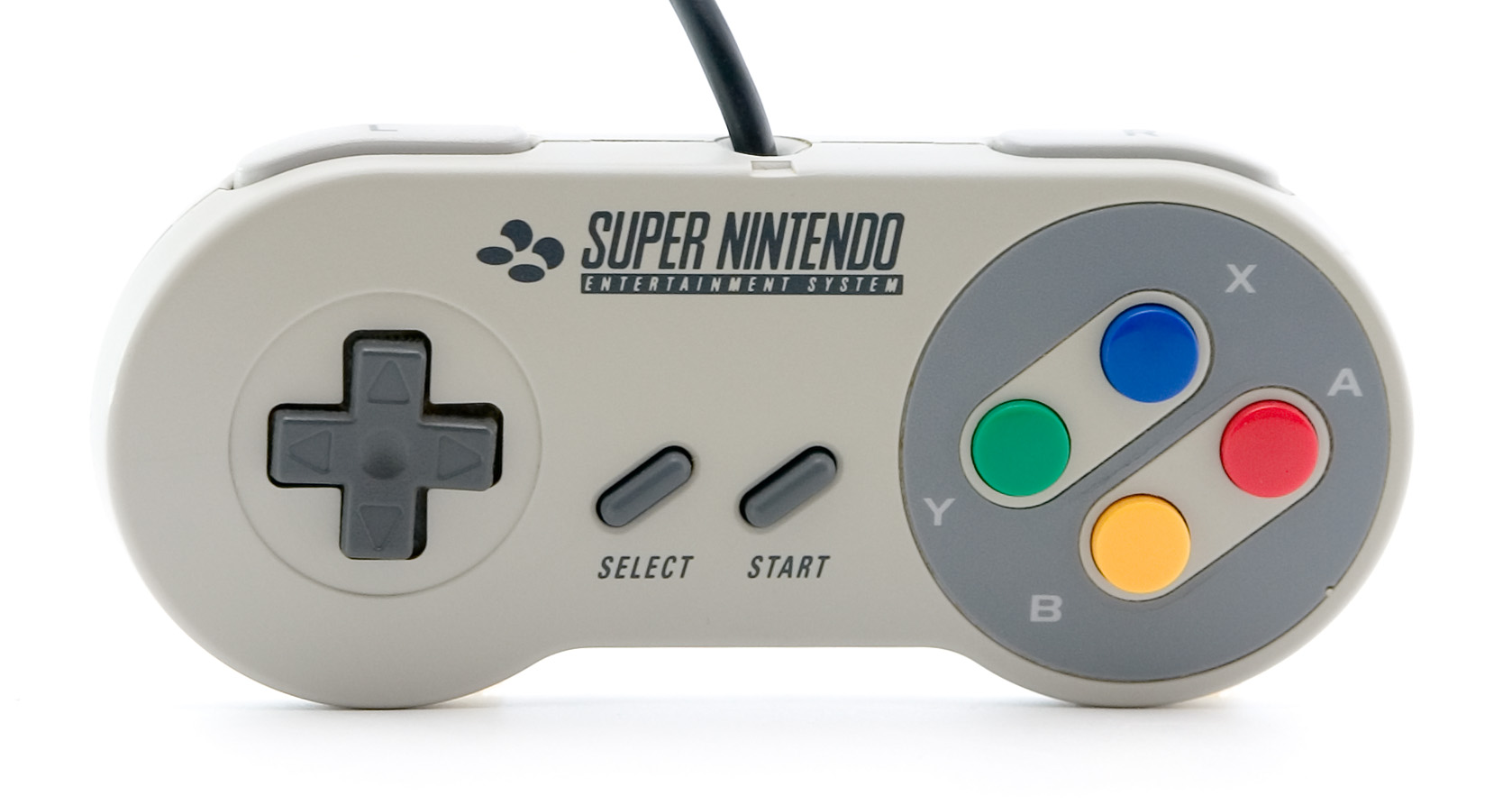
Европейский и австралийский контроллер SNES

Хотя Nintendo никогда не выпускала адаптера, позволяющего запускать игры NES на SNES, был создан Super Game Boy — адаптер, который давал возможность играть в игры Game Boy на приставке. Компания настойчиво рекламировала эту разработку, подчёркивая преимущества по сравнению с обычным Game Boy: поддержка цвета (он заменял обычную палитру из четырёх градаций серого на некоторый набор цветов, но игры оставались в рамках этой четырёхцветной палитры) и графическое оформление для неиспользуемой области экрана (изображение игры занимало только часть экрана из-за низкого разрешения Game Boy). В Японии также был выпущен Super Game Boy 2, в который был добавлен порт для подключения второго адаптера, что позволяло использовать мультиплеер.

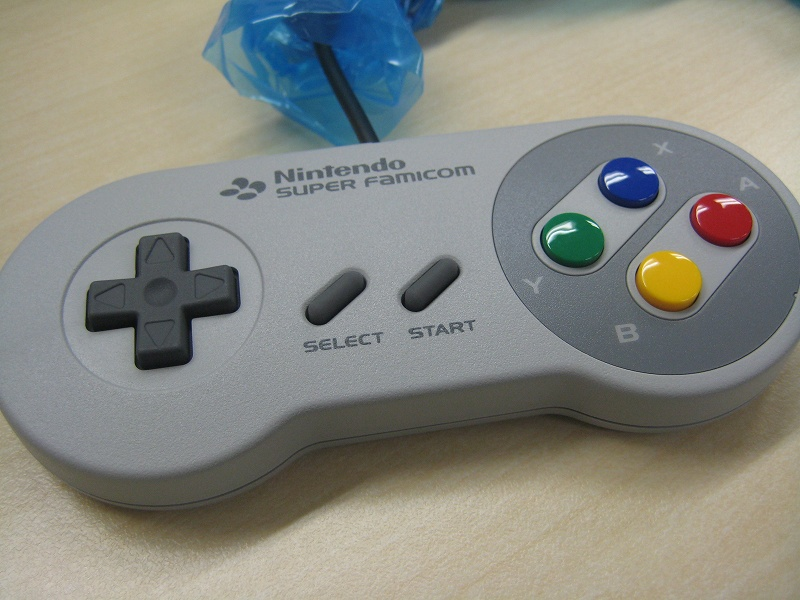
Classic Controller для Wii, сделанный в стиле Super Famicom

Для SNES, как и для NES, было выпущено некоторое количество нелицензионных периферийных устройств от сторонних производителей — таких как новая версия взломщика кодов от Game Genie, разработанная для использования с SNES играми, и разнообразные устройства для копирования игр. В целом Nintendo проявила больше терпимости по отношению к подобным разработкам для SNES, чем во времена NES.
Приблизительно в 1993 году Nintendo пострадала от пиратства программного обеспечения в связи с появлением в продаже устройств для копирования образа игры, таких как Super Wildcard, Super Pro Fighter Q и Game Doctor. Эти устройства предназначались для создания резервных копий картриджей на случай их возможной поломки. Но большинство людей применяло их для того, чтобы играть в копии игр, загруженные с BBS и из интернета, или для создания копий взятых напрокат игр. Все подобные действия являлись незаконными.
За время существования SNES Nintendo пыталась заключать контракты с компаниями Sony и Philips с целью создания CD-ROM-привода для консоли, чтобы успешно конкурировать с Sega Mega-CD. Однако переговоры провалились, и Sony начала разработку своей собственной консоли PlayStation, основанной на совместных с Nintendo разработках (некоторые источники утверждают, что впоследствии Sony объединилась с Sega и создала PlayStation, используя совместные разработки). Philips также получила право на выпуск серии игр для CD-i, основанных на популярных игровых сериях от Nintendo.

### Satellaview
В Японии был выпущен специальный модем Satellaview, подключавшийся к порту расширения Super Famicom и соединявшийся со станцией спутникового радио St.GIGA. Пользователи Satellaview могли загружать игровые новости и специально разработанные для такой связки игры. В основном они представляли собой ремейки или сиквелы старых игр для Famicom. Радио Satellaview просуществовало в эфире с 23 апреля 1995 года по 30 июня 2000 года. В США похожий, но относительно недолго просуществовавший сервис XBAND позволял пользователям подключаться к сети через телефонный модем для игры с другими людьми по всей стране.

## Эмуляция
Как и NES, SNES осталась популярной среди фанатов и после её ухода с рынка видеоигр; многие игроки познакомились с SNES уже после этого события. Жизнь консоли продолжилась на рынке бывших в употреблении консолей и в виде эмуляции системы (как и в случае с NES).

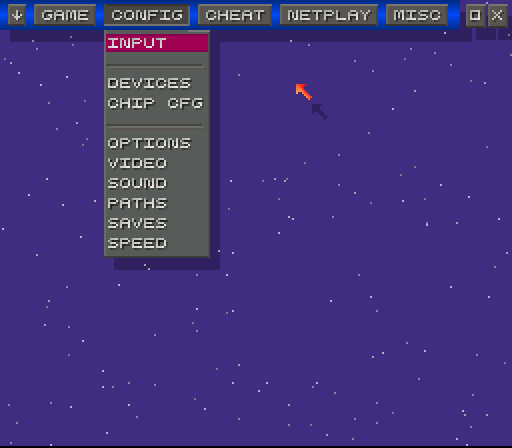
Пользовательский интерфейс ZSNES v1.51

Попытки эмуляции системы начались в 1994 году с появлением VSMC; Super Pasofami в 1996 году стал первым работающим эмулятором SNES. В то же время два соперничавших проекта — Snes96 и Snes97 — объединились в один проект, получивший название Snes9x. В начале 1998 года другая группа энтузиастов начала работу над новым эмулятором ZSNES. Эти два проекта являются самыми известными, но при этом продолжается разработка и других эмуляторов. В 2003 году команды Snes9x, ZNES и многие другие стали работать над точной эмуляцией; сейчас этим в основном занимается bsnes.
Nintendo of America, как и в случае с NES, была против распространения ROM-образов игр SNES и использования эмуляторов, заявляя, что они против видеопиратства. Сторонники эмуляции SNES имели свои контраргументы: консоль больше не производится, обладатель соответствующей игры имеет право делать её резервную копию, картриджи SNES недолговечны (несмотря на то, что картридж гораздо прочнее, чем оптический диск), недостаточное количество импортных игр, желание создавать самодельные игры. Несмотря на попытки Nintendo пресечь появление подобных проектов, эмуляторы и ROM-образы доступны для свободного скачивания в интернете.
SNES была одной из первых систем, привлёкших внимание переводчиков-любителей: игра Final Fantasy V была первым большим проектом с фанатским переводом, который был закончен в 1997 году.
Сейчас эмуляция SNES доступна на карманных устройствах, работающих под управлением Android, а также Sony PlayStation Portable, Nintendo DS, Game Boy Advance, Gizmondo, GamePark Holdings GP2X, Dingoo A320, iPhone и iPad от Apple, а также PDA. В то время как некоторые игры поставляются вместе с эмуляторами на некоторых дисках GameCube, в сервисе Nintendo Virtual Console для Wii есть возможность легальной эмуляции.
26 июня 2017 года Nintendo анонсировала выпуск мини-консоли Super NES Classic Edition, выход которой был намечен на сентябрь 2017 года как наследник NES Classic Edition. Консоль внешне смоделирована по аналогии с американскими и европейскими версиями оригинала, включает два контроллера с длинными шнурами, и поставляется с 21 игрой, среди которых включена ранее не выпускавшаяся Star Fox 2.

## Дополнительные чипы
Одной из особенностей устройства SNES была возможность использования дополнительных чипов (сопроцессоров). Разработчики консоли решили не использовать дорогой производительный процессор, который устарел бы через несколько лет. Вместо этого была принята концепция апгрейда (типичная для IBM-совместимых компьютеров) — те игры, которым не хватало штатных возможностей приставки, содержали в составе картриджа специальные чипы, обеспечивающие необходимые возможности. Такие игры можно узнать по наличию нескольких дополнительных контактов в разъёме картриджа (обычно их было 16).

Star Fox, первая игра, в которой использовался чип Super FX. На скриншоте представлены полигональные модели.

- Super FX: Разработан Argonaut Software. Представляет собой дополнительный RISC процессор, используемый в некоторых играх для выполнения тех функций, которые не мог выполнять основной процессор. В основном этот чип использовался для создания трёхмерной полигональной графики с текстурированием и освещением. Он был использован в таких играх, как Star Fox, Stunt Race FX[англ.], Vortex[англ.], Doom и Winter Gold. Также возможности чипа могли быть использованы для улучшения двухмерной графики, например, в игре Super Mario World 2: Yoshi's Island[64].
- DSP: Этот чип представляет собой сигнальный процессор для работы с числами с фиксированной точкой, позволяющий быстрее выполнять векторные вычисления, конвертировать побитовые изображения, трансформировать двух- и трёхмерные координаты и другие функции[82]. Наиболее известные игры, использующие этот чип, — Pilotwings и Super Mario Kart. Существуют четыре версии данного чипа, отличающиеся только микрокодом. Наиболее часто использовалась версия DSP-1 (имеющая две промежуточные версии: 1А и 1В, в которых были устранены некоторые ошибки); DSP-2, DSP-3 и DSP-4 задействовались лишь в одной игре каждый (соответственно Dungeon Master, SD Gundam GX[англ.], Top Gear 3000[англ.])[83].
- S-DD1: Помимо выполнения обычных вычислений и защиты от копирования, основное назначение этого чипа — декомпрессия графики. Его использование позволяло увеличить объём игр по сравнению с обычным за счёт сжатия графических данных. Этот чип использовался в играх Street Fighter Alpha 2 и Star Ocean. Использование специального чипа для декомпрессии графики было дешевле использования дополнительной памяти.
- C4: Разработан Capcom. Предназначается для реализации эффектов векторной графики и выполнения тригонометрических вычислений, для упрощения позиционирования спрайтов и эффектов вращения. Использовался в играх Mega Man X2 и Mega Man X3[84].
- SA-1: Многоцелевой чип. Представляет собой ASIC чипсет с ядром процессора 65816, работающим на частоте 10 МГц. Также включает в себя дополнительные возможности, разработанные Nintendo, — некоторое количество быстрой оперативной памяти, схема управления памятью, контроллер DMA, несколько программируемых таймеров и чип региональной блокировки[64].
- В Японии была возможна загрузка игр в специальных киосках за определённую плату на картриджи Nintendo Power[англ.] с флеш-памятью со встроенным чипом MegaChips MX15001TFC. Этот чип осуществлял подключение к аппаратному обеспечению в киоске, загрузку ROM-образа, а также предоставлял меню для запуска одной из игр. Некоторые игры были доступны и на картридже, и для загрузки, некоторые можно было только загрузить. Эта услуга была аннулирована 8 февраля 2007 года[85].

Во многих картриджах были встроены другие дополнительные чипы, разработанные сторонней компанией всего для нескольких игр; единственными ограничениями были скорость передачи данных самих SNES и пороговое значение тока.

## Самые продаваемые игры
Двадцать самых продаваемых игр консоли:
| Название                                   | Разработчик                                       | Издатель | Дата выпуска          |
| ------------------------------------------ | ------------------------------------------------- | -------- | --------------------- |
| Super Mario World                          | Nintendo                                          | Nintendo | 13 августа 1991 года  |
| Super Mario All-Stars                      | Nintendo                                          | Nintendo | 1 августа 1993 года   |
| Donkey Kong Country                        | Rare                                              | Nintendo | 24 ноября 1994 года   |
| Super Mario Kart                           | Nintendo                                          | Nintendo | 27 августа 1992 года  |
| Street Fighter II                          | Capcom                                            | Capcom   | март 1991 года        |
| Donkey Kong Country 2                      | Rare                                              | Nintendo | 14 декабря 1995 года  |
| The Legend of Zelda: A Link to the Past    | Nintendo                                          | Nintendo | 13 апреля 1992 года   |
| Super Mario World 2: Yoshi's Island        | Nintendo EAD                                      | Nintendo | 5 августа 1995 года   |
| Street Fighter II: Hyper Fighting          | Capcom                                            | Capcom   | апрель 1994 года      |
| Donkey Kong Country 3                      | Rare                                              | Nintendo | 22 ноября 1996 года   |
| Final Fantasy VI                           | Square                                            | Square   | 1994                  |
| Killer Instinct                            | Rare                                              | Nintendo | 1 августа 1995 года   |
| Dragon Quest VI                            | Heartbeat                                         | Enix     | 9 декабря 1995 года   |
| Star Fox                                   | Nintendo EAD, Argonaut Software                   | Nintendo | 21 февраля 1993 года  |
| F-Zero                                     | Nintendo EAD                                      | Nintendo | 21 ноября 1990 года   |
| Dragon Quest V                             | Chunsoft                                          | Enix     | 27 сентября 1992 года |
| Mario Paint                                | Nintendo R&D1, Intelligent Systems, Jupiter Corp. | Nintendo | 14 июля 1992 года     |
| Final Fantasy V                            | Square                                            | Square   | 1992                  |
| Chrono Trigger                             | Square                                            | Square   | 11 марта 1995 года    |
| Super Mario RPG: Legend of the Seven Stars | Square                                            | Nintendo | 9 марта 1996 года     |

## Наследие
49,1 млн приставок SNES было продано по всему миру, из них 23,35 млн — в Америке, 17,17 млн — в Японии. Хотя Super NES не смогла повторить успех NES, своей предшественницы (было продано 61,91 млн консолей по всему миру), она была самой продаваемой игровой приставкой своего времени. Mega Drive/Genesis оказалась на втором месте: около 30 млн консолей продано во всём мире.
SNES часто причисляют к лучшим игровым приставкам всех времён. В 2007 году GameTrailers назвал Super NES второй лучшей консолью среди десяти других приставок, которые «оставили свой след в истории видеоигр». Были отмечены выдающаяся графика, звук и множество высококачественных игр. Обозреватель компьютерных технологий Дон Рейсингер в своей статье за январь 2008 года назвал SNES «величайшей консолью всех времён», отметив качество игр и значительное превосходство приставки над своими предшественниками. Другой обозреватель, Уилл Гринуольд, помимо SNES, отметил также NES и PlayStation. Сайт GamingExcellence присудил первое место Super NES в 2008 году, назвав её «самой нестареющей приставкой из всех, когда-либо созданных», а также отметив игры, которые выдержали проверку временем, сюжетную линию игр и дизайн контроллера, а также графические возможности консоли. В то же время GameDaily присудила консоли 5 место из 10 возможных за графические возможности приставки, звуковые эффекты, контроллер и игры. В 2009 году IGN назвал Super Nintendo Entertainment System четвёртой среди лучших игровых консолей, отметив звуковые эффекты и «множество игр высокого качества».

## Комментарии
1. 1 2  Согласно книге Стивена Кента «The Ultimate History of Video Games», официальной датой выпуска является 9 сентября[10]:434. Газеты и журналы конца 1991 года пишут, что первые поставки в магазины некоторых регионов были организованы примерно 23 августа[12][13], в других местах это случилось позже[14]. Многие современные онлайн-источники называют дату 13 августа[15][16].
2. ↑  Сокращение SNES может произноситься как отдельное слово (например, «NATO»), а также по буквам (например, «IBM») или как гибрид (например, «JPEG»); некоторые утверждают, что это слово должно произноситься как «Super Nintendo» или «Super NES». На письме в английском языке выбор неопределённого артикля может быть проблематичным из-за подобных различий[7][8].
3. ↑  Хотя некоторые утверждают, что данное слушание состоялось по инициативе компании Nintendo, сенатор Либерман и вице-президент Говард Линкольн отвергают подобные заявления[10].
4. ↑  Этот объём передачи данных подразумевает стандартное десятичное представление мегабайта: 1000000 байт.
5. 1 2 3 4 5  Если не указано иное, префиксы килобайт (КБ), мегабайт (МБ) и мегабит (Мб) используются как двоичные величины (то есть приставка «кило» обозначает умножение на 1024, а «мега» — на 1 048 576).
6. ↑  По сравнению с «неплохой» эмуляцией, которая используется в большинстве случаев, точная позволяет использовать эмулятор для создания пользовательских игр.

## Статьи
- Кент., Стивен Л. The Ultimate History of Video Games: The Story Behind the Craze that Touched our Lives and Changed the World (англ.). — Роузвилль, Калифорния: Prima Publishing, 2001. — ISBN 0-7615-3643-4.
- Шефф., Дэвид. Game Over: How Nintendo Zapped an American Industry, Captured Your Dollars, and Enslaved Your Children (англ.). — First. — Нью-Йорк: Random House, 1993. — ISBN 0-679-40469-4.
- Глен Байер. SNES-CD (англ.)